# 텍사스 인스트루먼트
 텍사스 인스트루먼트(영어: Texas Instruments 텍사스 인스트루먼츠[*])는 전자산업에서 TI로 잘 알려져 있는 미국의 다국적 반도체 기업이다. 텍사스 인스트루먼트는 반도체와 컴퓨터 응용기술의 개발과 상품으로 유명하며, 텍사스주 댈러스에 설립된 미국 기업이다. 텍사스 인스트루먼트는 인텔과 삼성다음으로 세계에서 세 번째로 큰 반도체 제조기업이고, 휴대전화용 칩, 디지털 신호 처리기(DSP)와 아날로그 반도체부분에서 첫 번째 공급회사이다. 또한 주력 사업에 광대역 모뎀, PC 주변기기, 디지털 가전용 소자, 전기통신 시설과, 라디오 주파수 식별장치(RFID)가 포함된다. 2006년, 텍사스 인스트루먼트는 포춘 500에서 167번째로 등록되었다.

## 역사

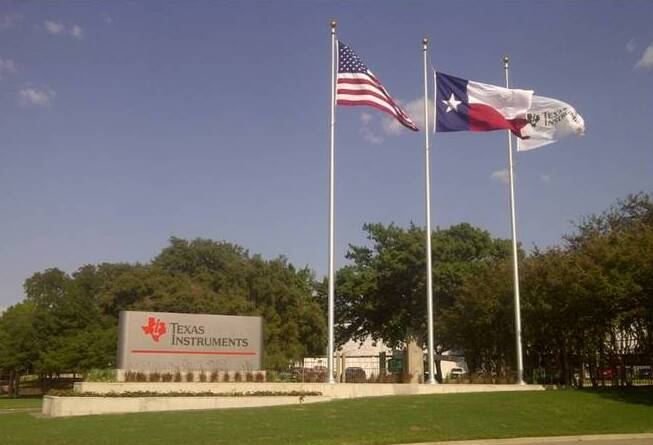
텍사스 인스트루먼트

텍사스 인스트루먼트는 1941년 12월 6일에 세실 H. 그린, J. 에릭 존슨, 유진 맥더모트와 패트릭 E. 해저티가 창립하였다. 1941년 12월 6일에, 창립자들은 석유 산업에 제공되는 탄성파 탐사 업무의 선두기업인, 지오피지컬 서비스 사 (GSI)를 매수하였다. 제2차 세계 대전 동안에, 지오피지컬 서비스는 미육군 신호 군단과 미해군을 지원하기 위해서 전자부를 설립하였다. 전쟁이 끝난 후에도, 지오피지컬 서비스는 전자제품을 꾸준히 생산하였고, 1951년에 회사이름을 텍사스 인스트루먼트로 변경하였다; 지오피지컬 서비스는 텍사스 인스트루먼트의 모회사가 되었다. TI-GSI의 초기의 성공 스토리는 1950년대에 시작되었다. 당시 지오피지컬 서비스는 오클라호마주에서 발견된 노두 기반암에서 소비에트 연방 지하의 핵무기 실험을 (극비 정부 계약하에) 감시할 수 있었다.
1954년에, 텍사스 인스트루먼트는 트랜지스터 라디오를 처음으로 설계하였다. 또한 1950년대에, 집적회로가 텍사스 인스트루먼트의 잭 킬비와 페어차일드 세미컨덕터의 로버트 노이스에 의하여 독자적으로 개발되었다. "고체회로"라는 킬비의 특허는 1958년에 등록되었다. 트랜지스터-트랜지스터 논리 (TTL) 칩의 7400 계열은, 1960년대에 텍사스 인스트루먼트가 개발하였다. 7400 계열은 컴퓨터 논리에 집적회로의 사용을 대중화하였고, 오늘날 널리 사용된다. 또한 텍사스 인스트루먼트는 1967년에 휴대용 계산기를 발명하였으며, 1971년에 단일 칩 마이크로컴퓨터를 발명하였고, 1973년에 (그래이 분이 발명한) 단일 칩 마이크로프로세서를 첫 번째 특허로 지정하였다. (주의: 텍사스 인스트루먼트는 일반적으로 인텔과 거의 동시에 마이크로프로세서를 발명했다고 신뢰된다.)
그리고 텍사스 인스트루먼트는 꾸준히 탄성파 산업에 사용되는 장비를 제조하였고, 지오피지컬 서비스는 탄성파 탐사 업무를 계속 제공하였다. 지오피지컬 서비스가 매각 (그리고 재매수)한 이후에, 텍사스 인스트루먼트는 결국 1988년에 지오피지컬 서비스를 핼리버턴에 매각하였다. 이것은 지오피지컬 서비스가 별도의 법인으로 존재하는 것을 중지한 것을 의미한다.
텍사스 인스트루먼트는 반도체와 마이크로프로세서를 발표한 이후에 제조와 제품개발이라는 두가지 중대한 문제를 가지고 있었다. 첫 번째로, 반도체를 제조하기 위해 필요한 대부분의 화학물질, 생산설비와 기술이 부족하다. 그래서 텍사스 인스트루먼트는 이러한 것을 "발명하였다". 두 번째로, 텍사스 인스트루먼트가 판매하는 전자부품의 시장은 초반에 너무 협소했다. 그래서 텍사스 인스트루먼트는 전자부품을 사용하는 시장이 넓어지도록 노력하였다. 예시로, 텍사스 인스트루먼트는 1970년대 후반에 첫 번째 벽걸이, 컴퓨터 제어기, 가정용 항온기를 개발하였다. 그렇지만 가격이 비쌌기 때문에 구매자는 거의 없었다. 텍사스 인스트루먼트는 산업용 제어기 부서를 신설하였다. 산업용 제어기 부서는 페인트와 연료산업에서 사용하는 자동제조 제어 컴퓨터를 설계하였고 매우 성공하였다. 산업용 제어기는 결국 1991년에 시맨즈 AG에 매각되었다. 텍사스 인스트루먼트는 국방산업과 정부처로 산업방향을 전환하였고 아폴로 로켓과 발사기에 사용되는 다양한 전자-기계 소자를 생산하였다.

### 가전제품과 컴퓨터
텍사스 인스트루먼트는 1970년대에서 1980년대까지 가전제품 시장에서 사업을 지속하였다. 1978년에, 텍사스 인스트루먼트는 처음으로 음성합성용 싱글칩을 발표하였고 영화 ET를 유명하게 만든, 스피크 & 스펠 이라고 불리는 제품에 탑재되었다. 스피크 & 리드 및 스피크 & 매스같은 몇몇 후속모델은 그 이후에 바로 발표되었다.
1981년 6월, 텍사스 인트스투먼트는 TI-99/4A로 가정용 컴퓨터 시장에 진입하였다. 경쟁제품은 이미 시장에 진입한 애플 II, 탠디/라디오셱 TRS-80과 아타리 400/800 제품군, 코모도어 VIC-20과 코모도어 64이다. 1983년 TI-99/4A가 단종된 후 후속 제품이 나왔고, 그당시 극심한 가격전쟁이 코모도어, 아타리 및 여러 회사간에 발생하였다. 1983년 겨울 CES에서 텍사스 인스트루먼트는 모델 99/2와 컴팩트 컴퓨터 40(CC-40)을 전문 사용자를 목표로 공개하였다. TI 프로페셔널은 결국 여러 번 실패한 MS-DOS와 x86 기반 제품들과 비슷한 대열에 합류하였으며 비호환 경쟁제품은 IBM PC였다. (컴팩의 창립자는 모두 텍사스 인스트루먼트에서 일했던 사람들이다.)
텍사스 인스트루먼트는 1997년에 시장에서 철수하고 사업을 액서에 매각하기 이전에 몇 년동안 성공적으로 IBM PC 호환기종 노트북 컴퓨터를 만들고 판매하였다.

### 방위 전자산업
텍사스 인스트루먼트는 1970년대, 1980년대와 1990년대에, 방위 전자산업시장에 지대한 영향력을 미치고 있으며, 방공 레이다와 EO 센서 시스템, 미사일과, 레이저-가이드 폭탄을 설계하고 개발하였다. 방위산업 합병에 의하여, 텍사스 인스트루먼트는 1997년에 방위 전자산업을 레이시온에 매각하였다.

### 센서와 제어
텍사스 인스트루먼트는 자동차, 가전제품, 항공기와 다른산업용 센서, 제어, 보호와 RFID 제품의 주요 주문자 상표 부착 생산 회사였다. 센서&컨트롤 부서는 애틀버로에 본사가 있다.
텍사스 인스트루먼트는 2006년 1월 9일 월요일에 다른 회사인, 배인 캐피탈 사에, 센서&컨트롤 부서를 30억 달러의 현금으로 매각한다고 발표하였다. 센서&컨트롤 부서의 RFID부분은 반도체 부서의 응용제품 지원처가 넘겨받아 텍사스 인스트루먼트에 남기로 했다. 이 매각은 2006년 6월 1일에 완료되었고, 새롭게 센사타 테크놀로지스라고 불리는 독립된 회사가 출범하였다.

### 소프트웨어
텍사스 인스트루먼트는 1997년에 (주요제품인, 인포매이션 엔지니어링 설비와 함께) 소프트웨어 부서를 스털링 소프트웨어에 매각하였다. 매각된 부서는 이제 CA 사의 한 부서이다.

### 경쟁사
텍사스 인스트루먼트는 항상 반도체판매에서 10위에 포함되었다. 2005년에, 텍사스 인스트루먼트는 인텔과 삼성다음으로 3위를 기록하였고, 그 뒤로는 도시바와 ST마이크로일렉트로닉스이다. 더 많은 정보는, 년도별 반도체 판매 순위를 참조하세요. 텍사스 인스트루먼트는 370억 달러를 초과할 것으로 예상되는 아날로그 반도체 산업에서 가장 큰 시장점유율을 차지한다. 텍사스 인스트루먼트는 가트너의 최종보고서  에 따르면 14%의 시장점유율을 유지하며, 그 뒤로는 ST마이크로닉스, 인피니온과 필립스가 주요 경쟁사이다.

## 근황
오늘날 텍사스 인스트루먼트는 반도체(SC)와 교육용 응용기술(ET) 두가지 주요 부서가 있다.

### 반도체
반도체 소자는 텍사스 인스트루먼트의 매출액에서 약 96퍼센트를 차지한다. 텍사스 인스트루먼트는 디지털 신호 처리기, TMS320 제품군, 고속 디지털-아날로그 변환회로와 아날로그-디지털 변환회로, 전원 관리 솔루션과, 고성능 아날로그 회로를 포함하여 다양한 제품에서 높은 시장점유율을 지닌다. 무선통신은 텍사스 인스트루먼트가 최우선으로 집중하고 있으며, 세계에 팔리는 모든 핸드폰의 50퍼센트 정도는 텍사스 인스트루먼트 칩을 탑재하고 있다. 텍사스 인스트루먼트는 응용산업용 집적회로에서 마이크로컨트롤러에 이르기까지, 다양한 반도체제품도 생산하고 있다.

#### 무선 터미널 비지니스 유닛
반도체 부서의 무선 터미널 비지니스 유닛(WTBU)는 세계에서 가장 큰 무선칩셋 공급회사이다. WTBU의 한 부서이며, 이스라엘에 위치한 모바일 커넥티비티 솔루션(MCS)는 블루투스와 무선랜용 칩을 개발하였다.

#### 응용제품 지원
응용제품 지원(ASP)라고 불리는 반도체 부서의 또다른 사업처는 광범위한 디지털 신호 처리기 응용제품을 지원하기 위하여 디지털 카메라, 디지털 가입자회선 모뎀, 케이블 모뎀, VOIP, 미디어 스트리밍, 발음 해석 및 인식, 무선랜과 (가정집과 중앙 사무실에서 사용되는) 게이트웨이 제품과, RFID같은 응용제품을 개발한다.

#### DLP
텍사스 인스트루먼트는 극장뿐만 아니라 빔프로젝트와 텔레비전에 사용되는 기술인, 디지털 광학 처리용 마이크로-미러 부품을 판매한다.

#### 디지털 신호 처리기
텍사스 인스트루먼트는 광범위의 디지털 신호 처리기를 생산하고 디지털 신호 처리기로 응용제품을 개발하는 데 사용되는, eXpressDSP라고 불리는 소프트웨어군을 판매한다.

##### 텍사스 인스트루먼트 TMS320
- TMS320C2xxx - 16 및 32비트 디지털 신호 처리기는 제어응용산업에 최적화되었다.
  - C24X - 20 ~ 40 MHz
  - C28X - 100 ~ 150 MHz
- TMS320C5xxx - 16비트 고정소수점, 저전력용. 100 ~ 300 MHz
- TMS320C6xxx - 고성능 디지털 신호 처리기 제품군. 300 ~ 1000 MHz
  - C62xx, C64xx 및 DM64x 고정 소수점 제품군과 부동소수점 C67xx로 구성된다.

기타
TMS320C33, TMS320C3x, TMS320C4x, TMS320C5x, TMS320C8x - 멀티프로세서 디지털 신호 처리기.
대 부분의 오래된 디지털 신호 처리기는 여전히 텍사스 인스트루먼트의 방산용 디지털 신호 처리기 사이트에서 구매할 수 있다.

##### 멀티-코어 처리기
- OMAP 마이크로프로세서는 멀티미디어 응용제품에 설계된다. 어떤 제품은 C55, ARM7, ARM9 혹은, ARM11 코어를 포함한다.
- DaVinci 마이크로프로세서는 C64 계열 코어, ARM9 코어와, 특별한 영상처리장치가 포함한다.

### 교육용 응용기술
텍 사스 인스트루먼트는 주목할 만한 계산기 산업을 보유하고 있다. TI-30은 가장 유명한 초반 계산기이다. 텍사스 인스트루먼트는 그래프 계산기의 종류를 개발하였다. 첫 번째 제품은 TI-81이고, 가장 유명한 제품은 TI-83 플러스이다. (개선된 동일한 제품으로 TI-84 플러스도 유명함) 텍사스 인스트루먼트는 계산기 산업에서 주요한 경쟁회사로 휴렛 팩커드가 있으며, 심하게 경쟁하곤 하였다.

#### TI 계산기 커뮤니티
1990년대에, 텍사스 인스트루먼트 그래픽 계산기 제품군, 프로그래밍의 발표는 학생들에게 가장 인기있었다. (TI-81로 시작한) 계산기의 TI-8x 제품군은 간단한 프로그램을 작성할 수 있는 베이직 인터프리터를 내장하여 출시되었다. TI-85는 ("제트쉘"라고 불리는 셀을 통하여) 프로그램을 어셈블할 수 있는 첫 번째 텍사스 인스트루먼트의 계산기였고, TI-83은 실제 에셈블리를 수신하는 첫 번째 제품군이다. 초기의 베이직 프로그램은 간단한 응용 프로그램이나 단순게임과 관련있는 반면에, 최신 어셈블리 기반 프로그램은 게임보이나 PDA에서 명확하게 발견되었다.
베이직 프로그램이 처음으로 기록되는 동일한 시간대에, (앤젤파이어와 조시티즈같은 서비스를 통한) 개인 웹페이지는 인기있게 되었고, 프로그램은 설명서나 계산기와 관련된 정보와 함께, 서버가 동작하도록 웹사이트를 제작하기 시작하였다. 이것은 텍사스 인스트루먼트 계산기 웹브링의 정보를 이끌었고, 결국 몇 개의 큰 커뮤니티를 탄생시켰다. 이 커뮤니티는 폐쇄된 TI-파일즈와, 운영중인 티캘크 가 포함된다. 티캘크는 이제 권위있는 텍사스 인스트루먼트 계산기용 프로그램 소스이고, 티캘크 사이트에서, (게임, 교육용 프로그램과, 심지어 단순한 운영체제를 포함하여) 수천가지의 응용 프로그램, 프로그래밍 설명서, 계산기 소식과 토론포럼 등을 찾을 수 있다.
텍사스 인스트루먼트 그래픽 계산기는 일반적으로 두가지 제품군으로 분류된다. 이것은 지로그 Z80과 모토로라 6800계열로 작동되는 제품이다. Z80의 파생제품은 초기 게임보이임에도 불구하고, 모토로라 6800는 점점 강력해졌고, 결국 게임과 집약적 응용제품의 프로세서로 적합하게 되었다. TI-89/티타늄, TI-92/플러스와, 보야지 200를 포함하여 68K 계산기는 Z80제품군보다 많은 TI 커뮤니티 활동에 대하여 일반적으로 생각한다. 그러나, TI-83 플러스와 TI-84 플러스 실버 에디션같은 Z80계열의 신제품은 학생에게 매우 인기있게 된 새로운 제품군이다.
최근에 개발된 제품은 2007년말에 양산을 시작하는 TI-Nspire 제품군 모델이다. 이 모델은 다양한 수학용 소프트웨어 환경이 내장되었고 소프트웨어뿐만 아니라 (탈옥할 경우) 소형 컴퓨터로 사용할 수 있다.
- 주요 제품 :
- TI-83
- TI-84
- TI-84 Plus CE
- TI-89
- TI-89 Titanium
- TI-92X
- TI Nspire CX/ CX CAS

### 산업 평판
2007년, 텍사스 인스트루먼트는 월드 트레이드 매거진에 의하여 올해의 글로벌 서플라이 채인 엑설런스 기업으로 선정되었다.

## 같이 보기
- TI-베이직
- TI-990
- 유나이티드-TI
- 계산기